# Circuit Bugatti

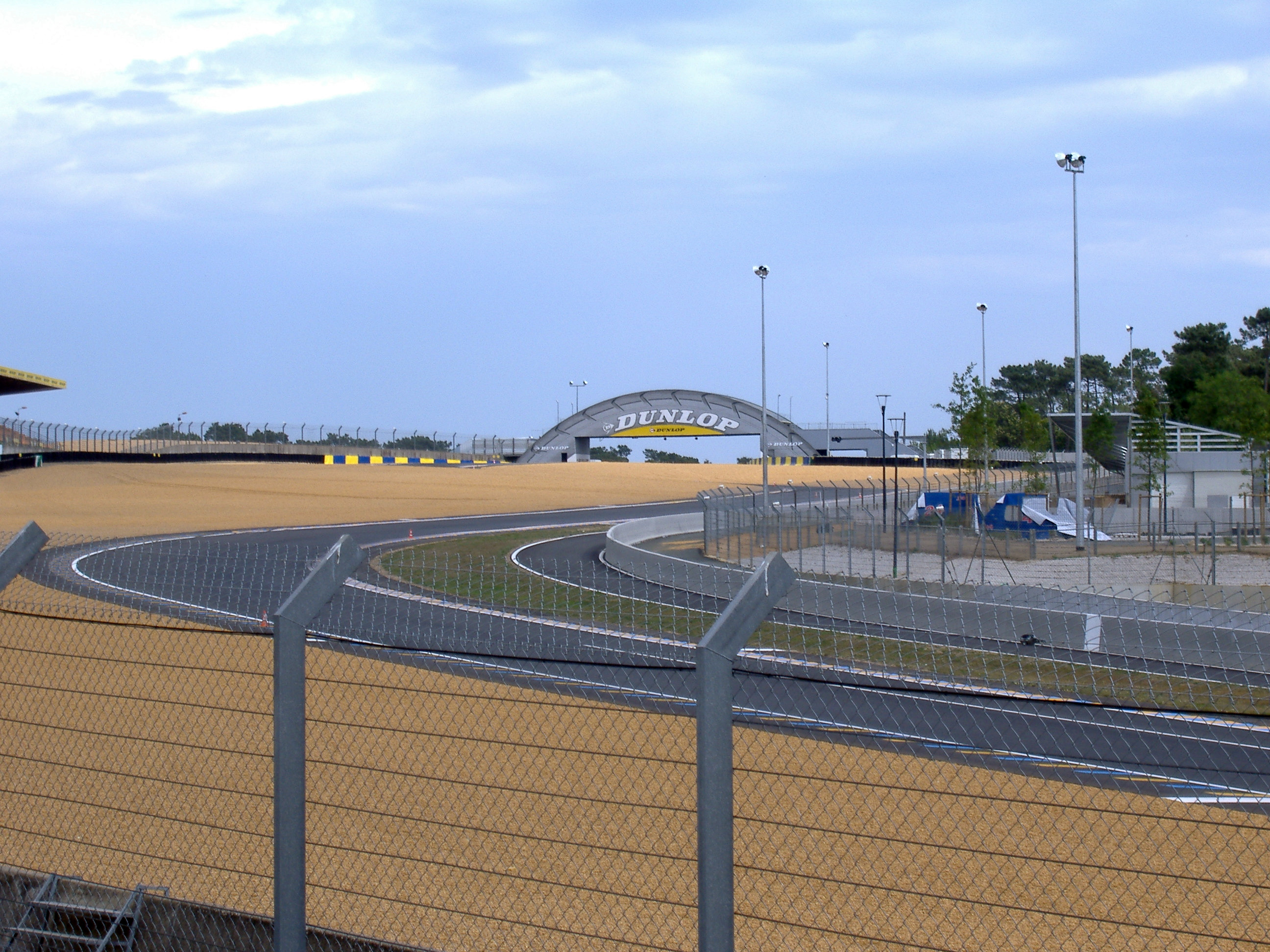
Der Dunlop-Bogen, 2006

Der Circuit Bugatti ist eine Motorsport-Rennstrecke im Süden von Le Mans, im Département Sarthe in der Region Pays de la Loire in Frankreich.
Der permanente, im Uhrzeigersinn zu befahrende Zusatzkurs der 13,626 km langen Traditionsrennstrecke Circuit des 24 Heures wurde 1965 mit einer Länge von 4,422 km eröffnet, dient unter anderem als Austragungsort des Großen Preises von Frankreich im Rahmen der Motorrad-Weltmeisterschaft und war bis 2008 Gastgeber der DTM.

## Entstehung
Der nach dem Automobilkonstrukteur Ettore Bugatti benannte Circuit Bugatti wurde von Chefingenieur Charles Deutsch entworfen, der hauptberuflich bei der französischen Straßenbauverwaltung arbeitete und nebenbei Teilhaber einer Firma zur Konstruktion von Rennwagen war. Deutsch nutzte für sein Design die Zielgerade und angrenzende Fahrbahnteile der Strecke, auf der das 24-Stunden-Rennen von Le Mans ausgetragen wurde. Hinter den gemeinsam genutzten Boxenanlagen und dem Fahrerlager entwarf er eine neue Sektion mit sechs langsamen bis mittelschnellen Kurven und einer Haarnadelkurve vor der Rückkehr auf die traditionelle Le-Mans-Strecke.

Streckenverlauf 24h-LeMans und der Bugatti Circuit
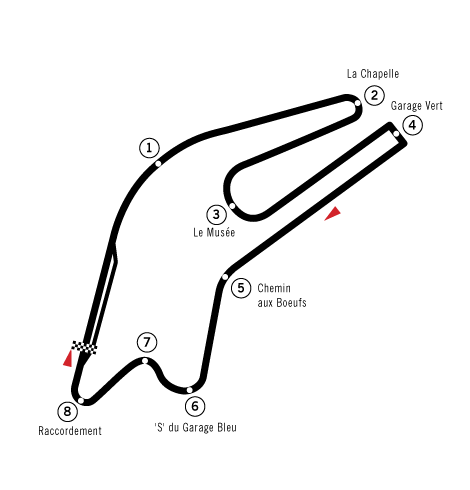
Der Circuit Bugatti 1987 vor dem Umbau des Dunlop-Bogens

Seitdem wurde der Verlauf mehrmals verändert. So wurde 1987 der über eine Kuppe führende Dunlop-Bogen (unter der für das Streckenbild charakteristischen Fußgängerbrücke, Kurve 1 auf der Karte) durch eine Schikane entschärft, weil die immer schnelleren Rennmotorräder dort den Bodenkontakt verloren und immer höher in die Luft sprangen. Weitere Änderungen im letzten Streckendrittel erfolgten 1990/1991, als Teile des langen Le-Mans-Kurses umgebaut und neue Boxenanlagen errichtet wurden. 2005/2006 wurde der Verlauf der Dunlop-Schikane modifiziert, um eine größere Auslaufzone vor allem für Motorradrennen zu haben. Außerdem wurde die Ausfahrt der Boxengasse weiter nach hinten ans Ende der Zielgerade verlegt. Die Gesamtlänge beträgt nach offiziellen Angaben nun 4,180 km.
Im Oktober 2016 wurde der zwölf Jahre alte Belag abgetragen und durch einen neuen ersetzt. Zuvor waren einige Bodenwellen vorhanden, die insbesondere den Motorrädern, durch Chattering, Probleme bereiteten.
Außerdem existiert seit dem Neubau einer neuen, permanenten Sektion im letzten Teil des 24-Stunden-Kurses im Jahr 1972 eine Trainingsstrecke namens Circuit de Maison Blanche mit bis zu 1,968 km Länge. Später wurde die Gesamtanlage noch durch eine Kart-Piste namens Circuit Alain Prost mit bis zu 1,2 km Länge ergänzt.

## Automobilsport
Mit wenigen Ausnahmen war und ist diese Strecke vom internationalen Automobilsport unbeachtet geblieben. Am 2. Juli 1967 fand hier der erste und einzige Lauf der Formel 1 zum Großen Preis von Frankreich statt, den Jack Brabham auf seinem Brabham-Repco gewann. Da dieser Lauf nur drei Wochen nach dem 24-Stunden-Rennen stattfand und weil nur 15 Wagen am Start waren, kamen nur wenige Zuschauer an die Strecke. Bei den Fahrern galt sie außerdem wegen des relativ engen Layouts als Mickey-Maus-Kurs. Die schnellste Formel-1-Rennrunde fuhr der Brite Graham Hill mit einer Zeit von 1:36,7 min und einem Schnitt von 164,62 km/h.
2003 wurde auf dem Circuit Bugatti das erste Rennen der späteren Le Mans Endurance Series für Sportprototypen ausgetragen. Am 15. Oktober 2006 fand hier erstmals ein Lauf der DTM statt. Obwohl diese Premiere mit offiziell 34.000 Zuschauern von den Veranstaltern als „großartig“ bezeichnet wurde, nahmen sie die Strecke erst wieder für 2008 in den Rennkalender auf. 2009 findet der französische DTM-Lauf dagegen erstmals auf dem Circuit de Dijon-Prenois statt. Sonst wird der Bugatti Circuit für nationale und Clubsport-Autorennen genutzt, hauptsächlich ist die Strecke aber beliebter Austragungsort für Motorradrennen.

### Sieger des Formel-1-Rennens in Le Mans
| Nr. | Jahr | Fahrer       | Konstrukteur | Motor | Reifen | Zeit          | Streckenlänge | Runden | Ø-Tempo      | Datum   | GP von     |
| --- | ---- | ------------ | ------------ | ----- | ------ | ------------- | ------------- | ------ | ------------ | ------- | ---------- |
| 1   | 1967 | Jack Brabham | Brabham      | Repco | G      | 2:13:21,300 h | 4,422 km      | 80     | 159,166 km/h | 2. Juli | Frankreich |

## Motorradsport
Seit 1969 finden die meisten französischen Läufe zur Motorrad-Weltmeisterschaft in Le Mans statt, außerdem seit 1978 das 24-Stunden-Rennen von Le Mans für Motorräder. Die Rundenlängen differierten dabei je nach Umbauphase und gefahrenen Schikanen-Varianten zwischen 4180, 4240, 4305 und 4435 Metern. Außerdem ist der Circuit Bugatti regelmäßiger Austragungsort eines Laufes zur Seitenwagen-Weltmeisterschaft.